# Баясхаланов, Жигжит Баирович
Баясхаланов Жигжит Баирович(бур.  Баясхаланов Баярай Жэгжэд; род. 13 марта 1985 года, село Алханай, Агинский Бурятский округ) — российский оружейник, скульптор, художник и ювелир. Заслуженный деятель искусств Забайкальского края, заслуженный художник Республики Бурятия. Член Союза художников России, член Гильдии оружейников Италии, основатель и председатель Международной Ассоциации Бурятских оружейников
.

## Биография
Жигжит Баясхаланов родился в селе Алханай в 1985 году, вырос в селе Амитхаша Агинского Бурятского округа. Является третьим из четверых детей в семье. В переводе с тибетского «Жигжит» значит «неустрашимый защитник веры». 

Еще в средней школе Жигжит заинтересовался инструментами отца, мастера по обработке металла и ювелирного дела, и пошёл по его стопам. Первыми работами юного Жигжита стали проволочные колечки для живущих по соседству подруг. 

В 2003 году художник окончил ИХИМ (Изготовление Художественных Изделий из Металла) Профессионального Лицея № 24 г. Улан-Удэ. 
В 2004 году переехал в Санкт-Петербург, где живёт и работает по настоящее время. 
С 2004 по 2010 годы работал в Мастерской-студии «Межов» 
В 2012 году Жигжит Баясхаланов открыл собственную мастерскую в Санкт-Петербурге, в которой создаёт ножи, скульптуру и предметы декоративно-прикладного искусства. 
В 2018 году состоялось открытие первой персональной галереи «Bayaskhalanov Gallery» в г. Улан-Удэ, где представлена постоянная экспозиция авторских ножей, композиций и скульптур. 
В ноябре 2019 года открыл галерею современного бурятского искусства «B-Gallery» в Санкт-Петербурге на ул. Пестеля, в экспозицию которой вошли работы как самого автора, так и других известных бурятских и петербургских художников. В конце 2019 года художник поступил в Академию изящных искусств города Каррара, Италия, где проходит обучение по сей день.
В сентябре 2020 года Жигжит Баясхаланов основал и возглавил некоммерческую общественную организацию «МАБО» — Международную Ассоциацию Бурятских Оружейников.
В феврале 2022 года состоялось открытие новой персональной галереи Баясхаланова в Забайкальском крае, в г. Чита. Галерея расположилась на первом этаже музейно-выставочного центра Забайкальского края.
В июле 2023 года состоялось открытие первой в России оружейной школы-мастерской Международной ассоциации бурятских оружейников «МАБО» в п. Агинское, Агинского Бурятского округа. В стенах школы расположились арт-галерея и Академия бурятского современного искусства Жигжита Баясхаланова, где желающие могут изучить азы бурятского традиционного искусства. Проект был реализован при поддержке президентского фонда культурных инициатив, Творческой Мастерской Баясхаланова, правительства Забайкальского края, фонда развития Забайкальского края.
Женат, воспитывает двух сыновей.

## Творчество
Работы Жигжита Баясхаланова выполнены в технике бурятской традиционной чеканки, художественного литья, ковки и смешанной технике. Производство включает в себя литьё по выплавляемой модели, патинирование, полировку, серебрение, травление, заточку, сборку, нанесение гравировки, закрепку камней и т. д. Скульптуры выполняются из бронзы и покрываются итальянской патиной или никелем. В качестве элемента декора применяется позолота. Отдельные элементы изображения создаются из лазурита и нефрита.
В 2008 году авторский нож «Бурятский» экспонировался на выставке «Клинки России. Современное художественное холодное оружие», проходивший в Московском Кремле. Изделие получило высокую оценку от научного руководителя музея Алексея Константиновича Левыкина.
Кандидат исторических наук В. Р. Новосёлов даёт следующую оценку работ Жигжита Баясхаланова: 
«… Но какое бы направление ни выбрал для себя современный автор, работающий в жанре художественного холодного оружия, практика показывает, что наиболее широкий спектр возможностей демонстрируют те, в чьем арсенале имеется хорошее знание исторических оружейных стилей и канонов, исполнительских техник и конструкций, те, кто, добровольно ограничивая себя строгими рамками в выборе художественного языка, способен создавать новые образы и формы, отталкиваясь от четких и ясных представлений о том, какие возможности заложены в ту или иную традицию. От умения найти в традиции опору для создания подлинно авторской и современной по звучанию работы во многом зависит степень её удачности. Следование автора традиции — это возможность дать зрителю ключ для восприятия и понимания авторской идеи, своего рода код для трактовок художественного образа. Такие ключи хорошо видны в работах этнических стилей… (Ж. Б. Баясхаланов, нож „Бурятский“, кат. № 5), где зачастую в декор заложены космогонические представления народа, выраженные в переплетении мифологических персонажей и орнаментальных мотивов, имеющих символическое значение».
В 2012 году «Мастерская-студия Баясхаланова» принимала участие в Международном бурятском национальном фестивале «Алтаргана», получив Гран-При «Серебряный лебедь». Начиная с 2016 года мастерская выступает в качестве спонсора и создателя главных призов фестиваля.
В 2016 году авторские ножи «Прозрачность» и «Огонь и вода» выставлялись в Государственном Эрмитаже на выставке «Стиль. Образ. Гармония. Мастера-оружейники современной России» в числе произведений лучших мастеров по созданию ножей со всей России.
Дашинима Намдаков, который лично побывал на этой выставке так говорит о Жигжите Баясхаланове: 
«Много видов искусства существует, но я влюблен в оружейное искусство уже много много лет, хотя сам этим не занимаюсь. Мало кто сейчас занимается ручным искусством, потому что легче заниматься абстрактным… Специально сегодня пришел, чтобы поддержать своего друга, и я очень рад, что мы представляем часть нашей культуры в этом музее (Эрмитаже)… Я был у него в мастерской, он днями-ночами работает и сохраняет нашу культуру. То, что делали наши предки. Он не уходит в сторону, он продолжает нашу линию уже в современном виде. И традиции. Он следит и развивает».
В 2019 году в мастерской Жигжита Баясхаланова были созданы медали, специально для одиннадцатого чемпионата мира по боксу среди женщин. На церемонию награждения, проходившую 13 октября в Улан-Удэ, был приглашён Жигжит Баирович. Художник лично вручал медали победительницам. По этому поводу высказался глава Бурятии Алексей Цыденов: 
«Спорт вдохновляет на победу, в первую очередь — над собой. Медали, обладающие уникальным дизайном, выражают уважение и восхищение Жигжита Баясхаланова перед спортсменками, каждой из которых движет стремление превзойти саму себя и выиграть в честной борьбе».
Жигжит Баясхаланов участвует в благотворительных аукционах в помощь талантливым детям, является спонсором спортивных и творческих мероприятий Забайкальского края и Бурятии. Изделия автора находятся в национальном музее Республики Бурятия, Художественном музее имени Ц. С. Сампилова (г. Улан-Удэ), «Галерее Виктора Бронштейна» (г. Иркутск), галерее «JART» (г. Москва), в галереях и частных коллекциях в Китае, Франции, Германии, Монголии, Казахстане.
В 2019 году авторские скульптуры были представлены на 47-й ярмарке антикварного и современного искусства Antibes Art Fair (Франция). В этом же году художник был приглашён на международную художественную выставку NordArt (Германия). Его скульптуры «Бык» и «Лось» представлялись в рамках специального проекта Монголии «In der Welt Sein: Encountering Sublimity».
В 2020 году Жигжит Баясхаланов участвовал в «Празднике Белого месяца», проходившем в Государственном Кремлёвском Дворце. В числе его работ была представлена скульптура из новой серии «Мысли».
Художник является постоянным участником выставок на территории России, Германии, Франции, Италии, Казахстана, Китая и Монголии.

## Хронология выставок
2023 год
Персональная выставка "Крепость духа и сила искусства" в Государственном Кремлевском дворце, г. Москва, Россия
Международная выставка-форум "Россия" на ВДНХ, г. Москва, Россия
Открытие оружейной школы-мастерской Международной ассоциации бурятских оружейников в Агинском Бурятском округе, Забайкальский край 
Персональная выставка "Бурятский нож. Душа кочевого народа" в Национальном музее Усть-Ордынского Бурятского округа, Россия 
Открытие мраморной скульптуры "Буха Нойон" в Иркутской области в п. Бугульдейка 
2022 год
Персональная выставка "Трансформация" на мраморном карьере в Иркутской области 
2021 год
Выставка "Сквозь проспект" , г. Санкт-Петербург, ул. Большая Морская, 3
Международная выставка оружия и товаров для охоты «Orel expo», г. Москва, Россия
Выставка скульптуры «Forme nel verde», Сан-Квирико Д’Орча, Италия
Выставка «Художники Бурятии» в Художественном музее им. Сампилова, г. Улан-Удэ, Россия
Выставка «Забайкальский край. Полет» в рамках Восточного экономического форума, г. Владивосток
2020 год
Дни культуры республики Бурятия в Москве, Государственный Кремлёвский Дворец, г. Москва
2019 год
Международная выставка современного искусства «NordArt», г. Бюдельсдорф, Германия
Международная оружейная выставка «Coutellia-2019», г. Тьер, Франция
Международный салон антиквариата и современного искусства «47th Antibes Art Fair», г. Антиб, Франция
Международная оружейная выставка «The 23rd C.I.C. Knife Show 2019», г. Милан, Италия
Международная оружейная выставка «SICAC Paris Knife Show», г. Париж, Франция
Международная выставка «Arms&Hunting», выставочный центр «Гостиный двор», г. Москва
2018 год
Выставка «Один пояс, один путь», Урад-Чжунци, Внутренняя Монголия, Китай
Выставка «THE CIC Knife Show», г. Милан, Италия
Персональная Выставка «Салхийг Сорон», Музей изобразительного искусства им. Занабазара, г. Улан-Батор, Монголия
Фестиваль «Ulaanbaatar-2018 International Art Festival», г. Улан-Батор, Монголия
Фестиваль «Ulaanbaatar-2018 International Art Festival», г. Улан-Батор, Монголия
31-я Международная ювелирная выставка «Ару-Астана 2018», г. Астана, Казахстан
Международная оружейная выставка «FICX Paris», г. Париж, Франция
Международная оружейная выставка «SICAC Paris Knife Show», г. Париж, Франция
Международная оружейная выставка «Coutellia-2018», г. Тьер, Франция
2017 год
Персональная выставка «Сквозь стихию», Галерея современного искусства им. В. Бронштейна, г. Иркутск; Художественный музей имени Ц. С. Сампилова, г. Улан-Удэ, ГАУК РБ «Национальный музей Республики Бурятия»
Международная выставка «Arms&Hunting», выставочный центр «Гостиный двор», г. Москва
Всероссийская оружейная выставка «Арсенал», Здание Правительства Москвы, г. Москва
Международная оружейная выставка «Клинок. Традиции и современность», КВЦ «Сокольники», г. Москва
2016 год
Выставка «Стиль. Образ. Гармония. Мастера-оружейники современной России», Государственный Эрмитаж, г. Санкт-Петербург
Выставка «Девять драгоценностей Бурятии», Всероссийский музей декоративно-прикладного и народного искусства, г. Москва
Международная выставка «Arms&Hunting», выставочный центр «Гостиный двор», г. Москва
Всероссийская оружейная выставка «Арсенал», Здание Правительства Москвы, г. Москва
Международная оружейная выставка «Клинок. Традиции и современность», КВЦ «Сокольники», г. Москва
2015 год
Персональная Выставка Жигжита Баясхаланова «Вперёд к истокам…», Агинское, Забайкальский краевой краеведческий музей имени А. К. Кузнецова, г. Чита; ГАУК РБ «Национальный музей Республики Бурятия», Музей истории Бурятии, г. Улан-Удэ; Иркутский областной краеведческий музей, г. Иркутск, Россия
Международная выставка «Arms&Hunting», выставочный центр «Гостиный двор», г. Москва
Всероссийская оружейная выставка «Арсенал», Здание Правительства Москвы, г. Москва
Международная оружейная выставка «Клинок. Традиции и современность», КВЦ «Сокольники», г. Москва
2014 год
Международная выставка «Arms&Hunting», выставочный центр «Гостиный двор», г. Москва
Всероссийская оружейная выставка «Арсенал», Здание Правительства Москвы, г. Москва
Международная оружейная выставка «Клинок. Традиции и современность», КВЦ «Сокольники», г. Москва
2012 год
Международный бурятский национальный фестиваль «Алтаргана-2012», Агинский Бурятский округ. Гран-при Фестиваля «Серебряный лебедь»
2008 год
Выставка «Клинки России», Государственный музей-заповедник «Московский Кремль», г. Москва, Россия[страница не указана 1418 дней]